# 선도 계약
금융에서 선도 계약, 간략히 선도(forwards)는 파생상품의 하나로, 미래의 일정 시기에 일정한 자산을 미리 정해진 가격에 거래하기로 약정하는 표준화되지 않은 계약이다. 선도 계약을 통해 거래하는 자산을 기초자산(underlying asset)이라고 한다.
선도는 기초 자산의 가격 변동 위험을 헤지하기 위해 선도 계약 당시에 가격을 확정하는 기능을 수행한다. 선도 계약을 체결함으로써, 가격이 유리한 방향으로 변동했을 때 선도 계약을 하지 않았다면 얻을 수 있는 기회이익을 포기하는 대신 가격이 불리한 방향으로 변동했을 때 선도 계약을 하지 않았다면 발생했을 위험을 회피할 수 있게 된다.

## 선물과의 차이점
선도와 선물(futures)은 미래의 일정 시기에 기초자산을 미리 정해진 가격에 거래하기로 하는 점에서 매우 유사하지만, 선도는 표준화되지 않은 것이고, 선물은 표준화되었다는 점에서 차이가 있다. 선도 거래는 매매 당사자간의 계약에 따라 계약 조건이 천차만별로 달라질 수 있으며, 주로 장외시장에서 거래된다. 선물은 대부분의 거래가 거래소에서의 반대매매를 통해 청산되지만, 선도 거래는 대부분 실물의 인수·인도를 거쳐 계약이 청산된다.
선도 거래는 당사자간의 계약에 따라 체결되므로 상대방의 채무불이행 위험에 노출되어 있다. 한편 선물은 거래소의 청산 보증이 이루어지므로 채무불이행 위험이 발생하지 않는다.

## 선도거래의 기회이익
만기에서의 선도 포지션에 따라 선도거래에 따른 기회이익이 달라진다. 기초자산을 매수하는 쪽은 롱 포지션에 있고, 매도하는 쪽은 숏 포지션에 있다. 선도 계약으로 약정한 가격을 K라 하고, 선도의 만기일에 기초자산의 가격을 {\displaystyle S_{T}}라 할 때 기회이익은 다음과 같이 구별된다.
- 롱 포지션일 때의 기회이익: {\displaystyle f_{T}=S_{T}-K}
- 숏 포지션일 때의 기회이익: {\displaystyle f_{T}=K-S_{T}}

## 가격 결정
선도 계약의 가격 결정에 대해서는 선물과 마찬가지로 만기일 당시의 현물 가격의 기대값에 따라 결정된다. 만기일의 현물 기대 가격보다 선도의 가격이 높은 경우 롱 포지션에 있는 당사자가 선도 계약을 체결할 유인이 없으며, 만기일의 현물 기대 가격보다 선도의 가격이 낮은 경우에는 숏 포지션에 있는 당사자가 선도 계약을 체결할 유인이 없다.

## 같이 보기
- 파생상품
- 선물 (금융)